# ペルミ地方

ペルミ地方
ロシア語: Пермский край

ペルミ地方（ペルミちほう、Пе́рмский край、Perm Krai）は、ロシア連邦の沿ヴォルガ連邦管区に属する連邦構成主体。
首都はペルミ。地方内の下位行政区画としてコミ・ペルミャク管区が置かれている。
かつてはこの地域にペルミ州が置かれており、現在のコミ・ペルミャク管区はコミ・ペルミャク自治管区として、ペルミ州に属しながら別個の連邦構成主体だった。2005年12月1日に、ペルミ州とコミ・ペルミャク自治管区が合併してペルミ地方が発足した。

## 合併
合併は、2004年ペルミ州とコミ・ペルミャク自治管区で行われた住民投票の結果による。新たなペルミ地方の首府はペルミ市に置かれた。
2006年から2008年まで合併に伴う移行期間とされ、旧コミ・ペルミャク自治管区は、ペルミ地方の中で予算を別個に組むなど自主的な地位と権限を維持することが認められている。他方、移行期間中は、旧コミ・ペルミャク自治管区分にロシア連邦政府から補助金が支給されているが、その後は削減されるため、今後、ペルミ地方の経済は不確定要素が散見される。

## 地理
ヨーロッパの東端、ウラル山脈の西側に位置し、北にコミ共和国、西にコミ・ペルミャク自治管区、ウドムルト共和国、キーロフ州、南にバシコルトスタン共和国、東にスヴェルドロフスク州と接する。主要な河川はカマ川。カマ貯水池、ヴォトキンスケル貯水池の2つの大きな貯水池がある。大陸性の気候。
また、多くの単弓類（哺乳類型爬虫類）の化石の産出する古生代の地層があることでも知られる。古生代の最後の紀は、ペルミに因んで「ペルミ紀」と命名された（日本語では「ペルム紀」または「二畳紀」と呼ばれる）。

## 住民
住民の89.4%はロシア人。そのほかにタタール人（4.1%）、コミ人の部族であるコミ・ペルミャク人（2.2%）など。

## 産業
化学工業、石油精製、木材加工などが盛ん。

## 都市
州都ペルミのほか、重要な都市はベレズニキ、ソリカムスク、チャイコフスキー、クングルなど。

## 標準時
この地域は、エカテリンブルク時間帯の標準時を使用している。時差はUTC+5時間で、夏時間はない。（2011年3月までは標準時がUTC+5で夏時間がUTC+6、同年3月から2014年10月までは通年UTC+6であった）